# نورما ميجر
نورما كريستينا إليزابيث، السيدة ميجور (بالإنجليزية: Norma Major)‏ (ولدت في 12 فبراير 1942 ) هي كاتبة سير وكاتِبة بريطانية.
وهي فاعلة خير إنجليزية و زوجة رئيس الوزراء البريطاني السابق السير جون ميجور.

## حياتها المبكرة
نورما كريستينا إليزابيث واغستاف هي ابنة نورمان رويل واغستاف، ملازم في المدفعية الملكية، وإديث جورجينا واغستاف (نيي جونسون)، بائعة مظلات سابقة. ولدت في شروبشاير بينما كان والدها متمركزًا هناك خلال الحرب العالمية الثانية. قُتل والدها في حادث دراجة نارية بعد أيام قليلة من نهاية الحرب العالمية الثانية، عندما كانت نورما تبلغ من العمر ثلاث سنوات فقط، وعادت والدتها بعد ذلك إلى استخدام اسم عائلتها (جونسون) قبل الزواج بعد أن انفصلت عن أهل زوجها. لذلك عُرفت نورما كما نشأت نورما جونسون.
تلقت نورما تعليمها في مدرسة داخلية في بيكسهيل أون سي، ومدرسة أوكفيلد الإعدادية في دولويتش، ومدرسة بيكهام للبنات حيث كانت رئيسة البنات. وكانت خياطة ماهرة. وكانت أيضًا عضوًا في حزب المحافظين الشباب.

## زواجها
تعرفت على جون ميجور في اجتماع لحزب المحافظين خلال حملة انتخابات مجلس لندن الكبرى عام 1970، ، فتزوجته في 3 أكتوبر 1970.
لديهما ولدين جيمس ميجور، وابنة، إليزابيث ميجور.
لقد ظلت بعيدة عن الأنظار أثناء رئاسة زوجها للوزراء (1990-1997)، حيث قامت بأعمال خيرية وكتبت كتابين، جوان ساذرلاند: السيرة الذاتية المعتمدة (1994) و لعبة الداما: البيت الريفي لرئيس الوزراء وتاريخه (1997).

## عملها الخيري
في يونيو 1999، مُنحت ميجور وسام قائدة وسام الإمبراطورية البريطانية (DBE) في تكريم عيد الميلاد لعام 1999، تقديرًا لعملها الخيري. ميجور هي من مؤيدي (Mencap) وهي مؤسسة خيرية انجليزية تعمل مع الأشخاص الذين يعانون من صعوبات التعلم. وقد كان لها الفضل في المساعدة في جمع 6.000.000 جنيه إسترليني للأعمال الخيرية.